# Цілком таємно (сезон 6)
Шостий сезон американського фантастичного телесеріалу «Цілком таємно» стартував 8 листопада 1998 року на телеканалі Fox. Серіал продовжує оповідати історію спеціальних агентів Федерального бюро розслідувань (ФБР) — Фокса Малдера (Девід Духовни) та Дейни Скаллі (Джилліан Андерсон). Головні герої займаються розслідуванням справ, що стосуються паранормальних і загадкових явищ, знані як справи з грифом «X».

## Сюжет
У Вашингтоні, округ Колумбія, агент Фокс Малдер виступає перед комісією ФБР щодо свого досвіду в Антарктиді. Помічник директора  Волтер Скіннер розповідає Малдеру, що йому та Скаллі відмовили у перепризначенні у відділ. Малдер йде до свого колишнього підвального офісу, але дізнається, що Джеффрі Спендер і Діана Фоулі були призначені для «Секретних матеріалів». Порушуючи накази, Малдер і Скаллі вистежують прибульця-втікача у Феніксі, штат Арізона, а Курець переслідує їх. Зрештою Малдер і Скаллі виявляють, що Курець використовував Гібсона Прайз, щоб знайти істоту. Скаллі привозить Гібсона до лікарні, де з'ясовується, що в його крові є інопланетний вірус. Пізніше Скіннер загадковим чином отруєний нанороботом. Винуватцем виявився Алекс Крайчек, нечесний агент ФБР, який раніше працював на Синдикат, який продовжує контролювати потенційно виснажливі нанотехнології в системі Скіннера для досягнення своїх цілей.
Пізніше Малдер і Скаллі дізнаються про повідомлення про повстанців-інопланетян, які спалювали лікарів, які працювали з Кассандрою Спендер, викраденою інопланетянами та матір'ю Джеффрі Спендера. Скіннер бере Спендера на місце події, де Кассандра повідомляє Малдеру та Скаллі, що прибульці тут, щоб знищити все живе на Землі. Вона стверджує, що повстанські сили інопланетян калічать їхні обличчя, щоб запобігти зараженню мазутом. Курець розкриває все Діані Фоулі, яка погоджується допомогти йому та зрадити Малдера. Пізніше Кассандра втікає з лікарні та прибуває до квартири Малдера, вимагаючи, щоб він застрелив її, тому що вона є втіленням п’ятдесяти років роботи Синдикату — гібрида інопланетян і людей, який розпочне колонізацію, якщо прибульці дізнаються про її існування.
Приходить Фоулі та насильно забирає Малдера, Кассандру та Скаллі до закладу CDC у Форт-Марлен. Там Малдер зустрічає Маріту Коваррубіас. Маріта розповідає Малдеру, що її провів Синдикат для випробувань вакцини чорною олією. Тим часом Синдикат зустрічається на контрольно-пропускному пункті, готуючись бути забраним колоністами, які готуються до вторгнення. Однак їх зустрічають інопланетні повстанці, які спопеляють їх усіх, включаючи Кассандру; Курець і Фаулі втікають. Потім Джеффрі Спендера нібито вбиває Курець.
Через кілька місяців на пляжі Кот-д'Івуару в Африці виявлено металевий артефакт із написами. Після того, як Малдер дослідив тертя предмета, він почав страждати від головного болю, імовірно, спричиненого тертям. Стан Малдера погіршується, але він отримує телепатичні здібності. Чак Беркс каже їм, що символи на артефакті належать навахо. Згодом Малдер впадає в маревний стан, і його поміщають під спостереження в лікарню. Сподіваючись знайти відповідь, Скаллі поспішає до Кот-д'Івуару та знаходить величезні уламки великого космічного корабля, частково поховані на пляжі.

## У ролях

### Головні ролі
- Девід Духовни — Фокс Малдер
- Джилліан Андерсон — Дейна Скаллі

### Другорядні ролі
- Мітч Піледжі — Волтер Скіннер
- Кріс Оуенс[en] — Джефрі Спендер
- Вільям Брюс Девіс — Курець
- Ніколас Ліа — Алекс Крайчек
- Джеймс Пікенс[en] — Елвін Керш
- Том Брейдвуд — Мелвін Фрогікі
- Дін Гаґлунд[en] — Річард Ленглі
- Брюс Гарвуд[en] — Джон Фітцджеральд Байєрс
- Мімі Роджерс — Даян Фовлі
- Майкл Маккін — Морріс Флетчер
- Дон С. Вільямс — Перший старійшина
- Вейн Александер[en] — Дж. Арнольд
- Вероніка Картрайт — Кассандра Спендер
- Джордж Мердок[en] — Другий старійшина
- Ребекка Тулан[en] — Тіна Малдер
- Джон Фінн — Майкл Крітсчгау
- Нік Чінланд[en] — Донні Пфастер
- Джеррі Гардін[en] — Бездонна горлянка
- Рой Тінніс[en] — Джеремая Сміт

## Епізоди
Епізоди позначені подвійним хрестиком () належать до міфології серіалу.
| № п/п | № в сезоні | Назва                                                         | Режисер         | Сценарист                                                    | Оригінальний показ | Оригінальний показ українською | Код    | Рейтинг |
| ----- | ---------- | ------------------------------------------------------------- | --------------- | ------------------------------------------------------------ | ------------------ | ------------------------------ | ------ | ------- |
| 118   | 1          | «The Beginning » · «Початок»                                  | Кім Меннерс     | Кріс Картер                                                  | 8 листопада 1998   | TBD                            | 6ABX01 | 20.34   |
| 119   | 2          | «Drive» «Перегони»                                            | Роб Боуман      | Вінс Гілліган                                                | 15 листопада 1998  | TBD                            | 6ABX02 | 18.5    |
| 120   | 3          | «Triangle» «Трикутник»                                        | Кріс Картер     | Кріс Картер                                                  | 22 листопада 1998  | TBD                            | 6ABX03 | 18.2    |
| 121   | 4          | «Dreamland» «Країна мрії»                                     | Кім Меннерс     | Вінс Гілліган, Джон Шібан, Френк Спотніц                     | 29 листопада 1998  | TBD                            | 6ABX04 | 17.48   |
| 122   | 5          | «Dreamland II» «Країна мрії II»                               | Майкл Воткінс   | Вінс Гілліган, Джон Шібан, Френк Спотніц                     | 6 грудня 1998      | TBD                            | 6ABX05 | 17.01   |
| 123   | 6          | «How the Ghosts Stole Christmas» «Як привиди поцупили Різдво» | Кріс Картер     | Кріс Картер                                                  | 13 грудня 1998     | TBD                            | 6ABX08 | 17.31   |
| 124   | 7          | «Terms of Endearment» «Мова ніжності»                         | Роб Боуман      | Девід Аманн                                                  | 3 січня 1999       | TBD                            | 6ABX06 | 18.69   |
| 125   | 8          | «The Rain King» «Король дощу»                                 | Кім Меннерс     | Джеффрі Белл                                                 | 10 січня 1999      | TBD                            | 6ABX07 | 21.24   |
| 126   | 9          | «S.R. 819 » · «Резолюція Сенату №819»                         | Даніель Закхейм | Джон Шібан                                                   | 17 січня 1999      | TBD                            | 6ABX10 | 15.65   |
| 127   | 10         | «Tithonus» «Тітон»                                            | Майкл Воткінс   | Вінс Гілліган                                                | 24 січня 1999      | TBD                            | 6ABX09 | 15.83   |
| 128   | 11         | «Two Fathers » · «Два батька»                                 | Кім Меннерс     | Кріс Картер, Френк Спотніц                                   | 7 лютого 1999      | TBD                            | 6ABX11 | 18.81   |
| 129   | 12         | «One Son » · «Один син»                                       | Роб Боуман      | Кріс Картер, Френк Спотніц                                   | 14 лютого 1999     | TBD                            | 6ABX12 | 16.57   |
| 130   | 13         | «Agua Mala» «Погана вода»                                     | Роб Боуман      | Девід Аманн                                                  | 21 лютого 1999     | TBD                            | 6ABX14 | 16.91   |
| 131   | 14         | «Monday» «Понеділок»                                          | Кім Меннерс     | Вінс Гілліган, Джон Шібан                                    | 28 лютого 1999     | TBD                            | 6ABX15 | 16.74   |
| 132   | 15         | «Arcadia» «Аркадія»                                           | Майкл Воткінс   | Даніель Аркін                                                | 7 березня 1999     | TBD                            | 6ABX13 | 17.91   |
| 133   | 16         | «Alpha» «Альфа»                                               | Пітер Маркл     | Джеффрі Белл                                                 | 28 березня 1999    | TBD                            | 6ABX16 | 17.67   |
| 134   | 17         | «Trevor» «Тревор»                                             | Роб Боуман      | Джим Гуттрідж, Кен Гаврилів                                  | 11 квітня 1999     | TBD                            | 6ABX17 | 17.65   |
| 135   | 18         | «Milagro» «Диво»                                              | Кім Меннерс     | Сюжет: Джон Шібан, Френк Спотніц Телесценарій: Кріс Картер   | 18 квітня 1999     | TBD                            | 6ABX18 | 15.2    |
| 136   | 19         | «The Unnatural» «Неприродний»                                 | Девід Духовни   | Девід Духовни                                                | 25 квітня 1999     | TBD                            | 6ABX20 | 16.88   |
| 137   | 20         | «Three of a Kind» «Трійка»                                    | Браян Спайсер   | Вінс Гілліган, Джон Шібан                                    | 2 травня 1999      | TBD                            | 6ABX19 | 12.94   |
| 138   | 21         | «Field Trip» «Польова поїздка»                                | Кім Меннерс     | Сюжет: Френк Спотніц Телесценарій: Джон Шібан, Вінс Гілліган | 9 травня 1999      | TBD                            | 6ABX21 | 15.38   |
| 139   | 22         | «Biogenesis » · «Біогенез»                                    | Роб Боуман      | Кріс Картер, Френк Спотніц                                   | 16 травня 1999     | TBD                            | 6ABX22 | 15.86   |

## Прийом

### Нагороди та номінації
14 номінацій та 1 перемога.
| Рік  | Нагорода                           | Категорія                                                       | Номінація                                                                       | Результат |
| ---- | ---------------------------------- | --------------------------------------------------------------- | ------------------------------------------------------------------------------- | --------- |
| 1999 | «Премія Гільдії режисерів Америки» | Найкращий режисер драматичного серіалу                          | Кріс Картер за епізод «Трикутник»                                               | Номінація |
| 1999 | «Золотий глобус»                   | Найкраща чоловіча роль серіалу (драма)                          | Девід Духовни за роль Фокса Малдера                                             | Номінація |
| 1999 | «Золотий глобус»                   | Найкраща жіноча роль серіалу (драма)                            | Джилліан Андерсон за роль Дейни Скаллі                                          | Номінація |
| 1999 | «Золотий глобус»                   | Найкращий серіал (драма)                                        | «Цілком таємно»                                                                 | Номінація |
| 1999 | «Прайм-тайм премія „Еммі“»         | Найкраща акторка драматичного серіалу                           | Джилліан Андерсон за роль Дейни Скаллі                                          | Номінація |
| 1999 | «Прайм-тайм премія „Еммі“»         | Найкраща запрошена акторка драматичного серіалу                 | Вероніка Картрайт за роль Кассандри Спендер в епізодах «Два батька», «Один син» | Номінація |
| 1999 | «Прайм-тайм премія „Еммі“»         | Найкраща робота художника-постановника в серіалі                | «Один син»                                                                      | Номінація |
| 1999 | «Прайм-тайм премія „Еммі“»         | Найкраща робота оператора в серіалі (однокамерна зйомка)        | Білл Рой за епізод «Неприродний»                                                | Номінація |
| 1999 | «Прайм-тайм премія „Еммі“»         | Найкращий монтаж драматичного серіалу (однокамерна зйомка)      | Хезер Макдугалл за епізод «Резолюція Сенату № 819»                              | Номінація |
| 1999 | «Прайм-тайм премія „Еммі“»         | Найкращий грим у серіалі                                        | «Два батька», «Один син»                                                        | Перемога  |
| 1999 | «Прайм-тайм премія „Еммі“»         | Найкраща робота зі звуком                                       | «Трикутник»                                                                     | Номінація |
| 1999 | «Прайм-тайм премія „Еммі“»         | Найкраща музична композиція в серіалі                           | Марк Сноу за епізод «Резолюція Сенату № 819»                                    | Номінація |
| 1999 | «Премія БАФТА у телебаченні»       | Найкраща іноземна програма чи серіал                            | Кріс Картер                                                                     | Номінація |
| 1999 | «Премія Вибір тінейджерів»         | Телевізійний вибір: драма                                       | «Цілком таємно»                                                                 | Номінація |
| 1999 | «Премія Гільдії кіноакторів»       | Найкращий акторський склад у драматичному серіалі               | «Цілком таємно»                                                                 | Номінація |
| 1999 | «Премія Гільдії кіноакторів»       | Найкраща чоловіча роль у драматичному серіалі                   | Девід Духовни за роль Фокса Малдера                                             | Номінація |
| 1999 | «Премія Гільдії кіноакторів»       | Найкраща жіноча роль у драматичному серіалі                     | Джилліан Андерсон за роль Дейни Скаллі                                          | Номінація |
| 1999 | «Сатурн»                           | Найкращий актор на телебаченні                                  | Девід Духовни за роль Фокса Малдера                                             | Номінація |
| 1999 | «Сатурн»                           | Найкраща акторка на телебаченні                                 | Джилліан Андерсон за роль Дейни Скаллі                                          | Номінація |
| 1999 | «Сатурн»                           | Найкращий жанровий телесеріал                                   | «Цілком таємно»                                                                 | Перемога  |
| 2000 | «Молодий актор»                    | Найкращий актор у драматичному серіалі — десяти років і молодше | Джеффрі Шоні за роль Тревора в епізоді «Тревор»                                 | Номінація |

## Реліз на DVD
| The X-Files — The Complete Sixth Season                                                                                    | | | | | | | |
| Деталі | Деталі | Деталі | Деталі | Особливості | Особливості | Особливості | Особливості |
| - 22 епізоди - 7 дисків - 1.78:1 співвідношення сторін - Субтитри: англійська, іспанська - Англійська (Dolby 2.0 Surround) | - 22 епізоди - 7 дисків - 1.78:1 співвідношення сторін - Субтитри: англійська, іспанська - Англійська (Dolby 2.0 Surround) | - 22 епізоди - 7 дисків - 1.78:1 співвідношення сторін - Субтитри: англійська, іспанська - Англійська (Dolby 2.0 Surround) | - 22 епізоди - 7 дисків - 1.78:1 співвідношення сторін - Субтитри: англійська, іспанська - Англійська (Dolby 2.0 Surround) | - Документальний фільм «Правда про шостий сезон» - Короткометражка «За лаштунками» - Аудіо-коментарі (Dolby Digital 2.0 Stereo): - «Трикутник» — Кріс Картер - «Диво» — Кім Меннерс - 13 кліпів спецефектів - 15 видалених сцен - Профілі персонажів - 44 телевізійних рекламних ролики - DVD-ROM гра «Країна мрій» | - Документальний фільм «Правда про шостий сезон» - Короткометражка «За лаштунками» - Аудіо-коментарі (Dolby Digital 2.0 Stereo): - «Трикутник» — Кріс Картер - «Диво» — Кім Меннерс - 13 кліпів спецефектів - 15 видалених сцен - Профілі персонажів - 44 телевізійних рекламних ролики - DVD-ROM гра «Країна мрій» | - Документальний фільм «Правда про шостий сезон» - Короткометражка «За лаштунками» - Аудіо-коментарі (Dolby Digital 2.0 Stereo): - «Трикутник» — Кріс Картер - «Диво» — Кім Меннерс - 13 кліпів спецефектів - 15 видалених сцен - Профілі персонажів - 44 телевізійних рекламних ролики - DVD-ROM гра «Країна мрій» | - Документальний фільм «Правда про шостий сезон» - Короткометражка «За лаштунками» - Аудіо-коментарі (Dolby Digital 2.0 Stereo): - «Трикутник» — Кріс Картер - «Диво» — Кім Меннерс - 13 кліпів спецефектів - 15 видалених сцен - Профілі персонажів - 44 телевізійних рекламних ролики - DVD-ROM гра «Країна мрій» |
| Дати виходу | | | | | | | |
| Регіон 1 | Регіон 1 | Регіон 2 | Регіон 2 | Регіон 4 | Регіон 4 | | |
| 5 листопада 2002 | 5 листопада 2002 | 17 березня 2003 | 17 березня 2003 | 13 травня 2003 | 13 травня 2003 | | |